# KK Zabok
KK Zabok je hrvatski košarkaški klub iz Zaboka. Trenutačno nastupa u A-1 hrvatskoj košarkaškoj ligi.
Najzapaženiji rezultat košarkaškog kluba Zabok zabilježen je u sezoni 2009./2010. kada klub ulazi u natjecanje s najjačim momčadima hrvatske košarke.
Košarkaški klub Zabok prate vjerni navijači pod imenom EFZ (Erotic Front Zabok).

## Vanjske poveznice
- Službena stranica